# Doug Robinson (Schauspieler)
Douglas „Doug“ Bowbank Robinson (* 8. Februar 1930 in Newcastle upon Tyne; † 16. Dezember 2021) war ein britischer Schauspieler und Stuntman.

## Leben
Robinson ist der jüngere Bruder vom Schauspieler und Stuntman Joe Robinson. Sein Vater und sein Großvater waren Wrestlerweltmeister und auch Doug und sein Bruder trainierten das Wrestling und betrieben Bodybuilding.
Robinson begann seine Karriere Mitte der 1950er Jahre. Sein erster Film war Ben Hur. Im Jahre 1963 spielte er im Film Jason und die Argonauten den Argonauten Eupaemus. Außerdem trat er in zahlreichen britischen Fernsehserien auf, so in der berühmten Fernsehserie Mit Schirm, Charme und Melone. Später wurden Doug und sein Bruder Joe die bekanntesten Stuntman der Kinos, besonders in den James-Bond-Filmen. Außerdem schrieben sie zusammen mit Honor Blackman, mit der sie zusammen im Film Jason und die Argonauten mitspielten, an ihrem Buch Honor Blackman's Book of Self-Defence, herausgebracht von André Deutsch im Jahre 1965.